# Кикиш (Ковасна)
Кикиш (рум. Chichiş) насеље је у Румунији у округу Ковасна у општини Кикиш. Oпштина се налази на надморској висини од 506 m.

## Историја
Према државном шематизму православног клира Угарске 1846. године је у месту "Кокос" било 38 породица, уз још припадајућих филијарних 23 из Килен-Фаркашвага. Православни парох био је тада поп Никола Поповић.

## Становништво
Према подацима из 2002. године у насељу је живело 1697 становника.

### Попис2002.
| Расподела становништва по националности 2002.‍ | Расподела становништва по националности 2002.‍ | Расподела становништва по националности 2002.‍ | Расподела становништва по националности 2002.‍ | Расподела становништва по националности 2002.‍ |
| --------------------------------------------- | --------------------------------------------- | --------------------------------------------- | --------------------------------------------- | --------------------------------------------- |
|                                               |                                               |                                               |                                               |                                               |
| Румуни                                        | Румуни                                        |                                               | 812                                           | 47,9%                                         |
| Мађари                                        | Мађари                                        |                                               | 864                                           | 51,0%                                         |
| Роми                                          | Роми                                          |                                               | 19                                            | 1,1%                                          |

### Хронологија
| Година       | 1992 | 1993 | 1994 | 1995 | 1996 | 1997 | 1998 | 1999 | 2000 | 2001 | 2002 | 2003 | 2004 | 2005 | 2006 | 2007 | 2008 | 2009 | 2010 | 2011 | 2012 | 2013 | 2014 | 2015 | 2016 | 2017 |
| ------------ | ---- | ---- | ---- | ---- | ---- | ---- | ---- | ---- | ---- | ---- | ---- | ---- | ---- | ---- | ---- | ---- | ---- | ---- | ---- | ---- | ---- | ---- | ---- | ---- | ---- | ---- |
| Становништво | 1681 | 1672 | 1668 | 1650 | 1634 | 1648 | 1613 | 1611 | 1647 | 1647 | 1665 | 1661 | 1642 | 1627 | 1605 | 1577 | 1572 | 1589 | 1581 | 1596 | 1583 | 1604 | 1593 | 1586 | 1586 | 1588 |